# Klaus Wallrath

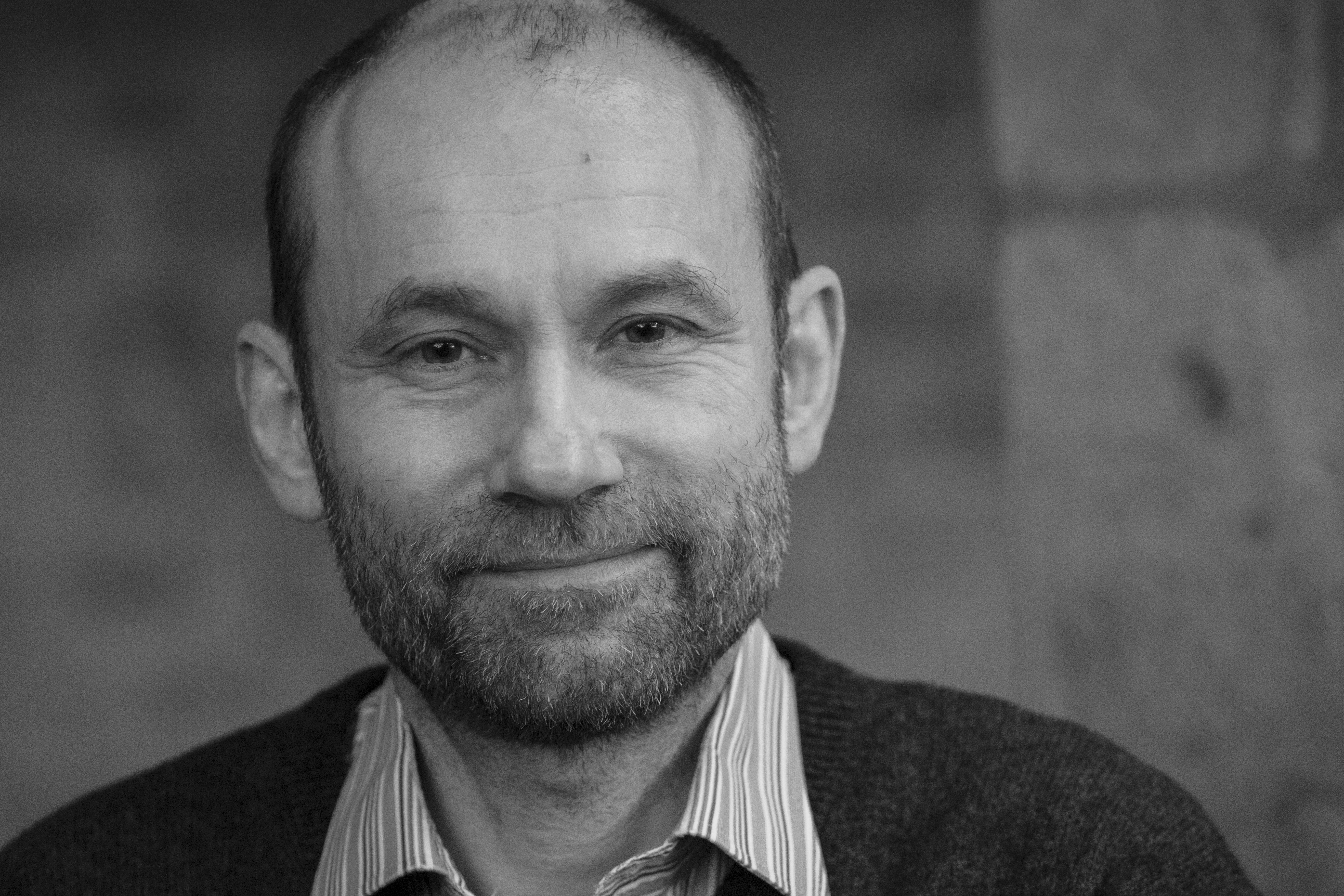
Klaus Wallrath (2018)

Klaus Wallrath (* 13. Mai 1959 in Korschenbroich) ist ein deutscher Kirchenmusiker und Komponist. Seit 1987 ist er als Kantor und Chorleiter an der Basilika St. Margareta in Düsseldorf-Gerresheim tätig.

## Biografie
Klaus Wallrath erhielt bereits als Schüler und Jugendlicher über viele Jahre Klavier- und Orgelunterricht durch den Korschenbroicher Kantor Franzjosef Franzen (1927–1997). Nach seinem Abitur am Stift. Hum. Gymnasium Mönchengladbach studierte Wallrath von 1977 bis 1982 Katholische Kirchenmusik u. a. bei Heinz Odenthal (Chorleitung) und Hans Kast (Dirigieren) an der Robert Schumann Hochschule Düsseldorf. Er schloss sein Studium mit dem Kantorexamen ab. Nach einem anschließenden Klavierstudium bei Leonore Auerswald erlangte Wallrath im Jahre 1985 das Konzertexamen im Fach Klavier.
Während seiner Studien betätigte er sich auch kammermusikalisch. Seit 1986 gehörte er dem Gesualdo Ensemble an.
Von 1987 bis 2025 war Wallrath als Kirchenmusiker an der Basilika St. Margareta tätig, seit 1995 war er auch als Seelsorgebereichskirchenmusiker für die fusionierte Kirchengemeinde St. Margareta (mit sieben Kirchen) musikalisch verantwortlich. Während seiner Tätigkeit entwickelte sich in Gerresheim ein reges musikalisches Leben in der Liturgie und in der Kirchengemeinde. Auf Ebene des Stadtdekanats und Erzbistums Köln ist er in zahlreichen Projekten engagiert.
Wallrath baute in seiner Zeit an St. Margareta mehrere Chöre und Ensembles auf. So existieren heute neben dem Basilika-Chor eine Chorschule für Kinder und Jugendliche mit über 150 jugendlichen Sängerinnen und Sängern sowie mit dem Kammerchor und dem Jugendkammerchor St. Margareta zwei Vokalensembles. Auf seine Initiative hin wurden und werden zahlreiche Konzertreihen, wie die Gerresheimer Orgeltage, sowie Oratorienaufführungen und Stiftssaalkonzerte durchgeführt. Musikalisch werden dabei die Bereiche vom gregorianischer Choral, über klassische Meisterwerke, zeitgenössische Musik, Jazz, bis hin zu Kindermusicals abgedeckt.
Als Pianist war und ist er Mitglied verschiedener Kammermusikensembles („Ensemble quatuor“, „Ensemble cinquepiù“). Von 2008 bis 2014 unterrichtete er an der Folkwang Universität der Künste in Essen im Fach Chorleitung.
Im Jahre 2014 verlieh ihm der Allgemeine Cäcilienverband für Deutschland (ACV) für die erfolgreich geleistete kirchenmusikalische Arbeit, seine besonderen pädagogisch-didaktischen Fähigkeiten und seine erfolgreiche Arbeit als Komponist den Titel Musikdirektor ACV, der bis dato nur zweimal in Deutschland vergeben worden war. In der Laudatio wurde hervorgehoben, „Wallrath sei ein begeisterter Musiker, der es verstehe, andere zu begeistern, und über die Musik einen wesentlichen Anteil an der Verkündung des Glaubens habe“.
Wallrath komponierte zahlreiche geistliche Vokalwerke, unter anderem komponierte und arrangierte er Musik für die Hauptgottesdienste der Katholikentage in Leipzig (2016), Münster (2018) und Stuttgart (2022), für den Gedenkgottesdienst im Aachener Dom für die Opfer der Flutkatastrophe 2021 sowie für zahlreiche Chorfestivals des Pueri-Cantores-Verbandes. Am 20. September 2014 wurde seine Motette „Nos sumus testes“ als Auftragswerk der Kölner Dommusik bei der Einführung von Rainer Maria Kardinal Woelki als Erzbischof von Köln im Kölner Dom uraufgeführt. Das Werk für vier Chöre, Bläser und Orgel vertont den Wahlspruch des Kölner Erzbischofs.

## Werke

### Messen
- Friedrich-Spee-Messe (2011) für Sopran- und Bariton-Solo, Kinderchor, gemischten Chor und großes Orchester (Ensemblefassung für 11 Instrumentalisten) (Lateinisches Mess-Ordinarium, an vier Stellen ergänzt durch Texte von Friedrich Spee) (im Rahmen des Kantoren-Kompositionsstipendiums der Stadt Düsseldorf)
- Franziskusmesse „Gott im Anderen begegnen“ (2013) für Kinderchor, gemischten Chor, 2 Trp., 2 Pos., Klavier (b, dr); (Text: Raymund Weber) (im Auftrag von Regionalkantor Bernhard Nick für die Chöre der Kreisdekanate Gummersbach und Altenkirchen)
- Missa festiva (2015) für Sopran-Solo, gemischten Chor, 10 Bläser, Pauken und Orgel (auch als Orgelfassung), im Auftrag von Thomas Godhoff und der Chorgemeinschaft Westallgäu, Uraufführung am 10. Juli 2016 in der Stadtpfarrkirche St. Peter und Paul in Lindenberg im Allgäu
- Missa in F (2017) für gemischten Chor und Orgel (Bläser und Pauken ad lib.) (im Auftrag des DCV Speyer)
- Missa brevis (2018) für gemischten Chor und Orgel (auch: Fassung mit großem Orchester), im Auftrag der Kirchengemeinde St. Cyriakus, Schwäbisch Gmünd
- Missa „Da pacem“ (2018) für gemischten oder gleichstimmigen Chor und Orchester (auch als Orgelfassung) (im Auftrag der Dommusik Münster für den Schlussgottesdienst des 101. Deutschen Katholikentages 2018 in Münster)
- Missa à tre (2023) für dreistimmigen Chor (SAM) und Orgel

### Motetten, Kantaten und Oratorien
- Tunc autem (2010), Motette für 4- bis 7-stimmigen gemischten Chor a cappella (Text: 1Kor 13, 12-13, lat.) (im Auftrag des Figuralchors Köln)
- Neustifter Te Deum (2010), Motette für 4- bis 8-stimmigen gemischten Chor a cappella (lat.) (im Auftrag des Gesualdo-Ensembles)
- Seligpreisungen (2013), Canticum für 3-stg. Kinderchor, 4- bis 8-stg. gemischten Chor und Orgel mit Gemeinde-Kv (Text: Mt 5, 3-10; dt, lat, griech.); Konzertfassung für 4- bis 8-stg. gemischten Chor und Orgel (dt., lat., griech.) (im Auftrag der Aachener Dommusik für die Kaiser-Karl-Festwoche im Januar 2014)
- Herr, du hast mich erforscht (Ps 139) (2014), Motette für 4- bis 6-stg. Frauenchor a cappella (dt.) (im Auftrag des Mädchenchors am Kölner Dom zum 25-jährigen Jubiläum seines Bestehens)
- Nos sumus testes (2014), Motette für vier Chöre, Bläserensemble, Pauken und Orgel (Texte: aus der Bibel, lat./dt.) - Fassung für 4-stg. gemischten Chor und Orgel im Verlag Dr. Josef Butz, Bonn (im Auftrag der Kölner Dommusik für die Einführung von Rainer Maria Kardinal Woelki als Erzbischof von Köln)
- Tausend Jahre blüht ein Rosenstock (2015), Kantate zum 1200-jährigen Jubiläum der tausendjährigen Rose von Hildesheim, für 4-stg. gemischten Chor, Sprecher, Streichquartett und Percussion (Text: Ronald Klein) (im Auftrag des Knabenchors Hildesheim)
- Meinungsfreiheit (2015) für 4-stg. gemischten Chor und Klavier (Orgel) (Text: Artikel 19 der Allgemeinen Erklärung der Menschenrechte von 1948) (im Auftrag und im Rahmen eines Kompositionsprojektes des Kammerchores „Cantamo“, Köln; Leitung: Vincent Heitzer)
- Laus Creationis (Ps 19) (2017) für 3-4stg. Frauenchor und Klavier (im Auftrag des Kammerchores „Vox humana“, Düsseldorf, Leitung: Pamela König)
- Laus Concordiae (Ps 133) (2017) für 8stg. Chor a cappella
- Suche Frieden! (2017) für 3-4stg. Frauenchor und Klavier (Orgel) (im Auftrag des Mädchenkammerchores St. Remigius, Borken, Leitung: Thomas König)
- Duo Hymni (Gloria und Sanctus) (2018) für 8stg. Chor, Bläser und Orgel (im Auftrag der Aachener Dommusik für das Jubiläum 40 Jahre UNESCO-Weltkulturerbe Aachener Dom)
- Auf, werde licht! (Jes 60, 1-3,6) (2018/19) für sechs gleiche Stimmen (für Sjaella)
- Gott lädt uns ein zu seinem Fest (2019), Eröffnungslied für gemischten Chor und Orgel/Bläser (Text: Raymund Weber)
- … bis zum Voll-Ende der Weltzeit (2019/20), Oster-Oratorium für gemischten Chor und Kammerorchester (im Auftrag des Figuralchors Köln, Leitung: Richard Mailänder)
- Choral (nicht nur) für Corona-Zeiten (Paul Fleming) (2020) für vier gleiche Stimmen (für Gretas Töchter)
- Ich sing dir mein Lied (2020), Liedmotette für gemischten Chor, Kinderchor und Orgel/Bläser
- Meine Seele preist den Herrn (2020), für gemischten oder gleichstimmigen Chor und Klavier/Orgel
- Ruhelos ist unser Herz (2021), für gemischten oder gleichstimmigen Chor und Orgel/Klavier (Text: Augustinus und Psalmen)
- Gesandt an Christi Statt (2021), Motette für 4-stg. gemischten Chor und Orgel (Text: Christoph Biskupek) (für St. Aposteln, Köln)
- Du bringst meine Seele zum Leuchten (2021), Sonntagslied für gemischten oder gleichstimmigen Chor und Orgel (Text: Florian Simson) (1. Preis beim Ökumenischen Liedwettbewerb 1700 Jahre Sonntag)
- Leben teilen (2022), Liedmotette für gemischten Chor und Orgel/Klavier (Text: Andreas Knapp) (für den Katholikentag 2022 in Stuttgart)
- Für wen haltet ihr mich? (2022), Hymne zur Heiligtumsfahrt 2023 in Aachen für gemischten Chor, Orgel und Bläser (Text: Peter Dückers)
- Licht aus der Höhe (2023), Kleine Motette für 4-stg. gemischten Chor und Orgel (für St. Aposteln, Köln)
- Propter nostram salutem (2023), Motette für 4-stg. gemischten Chor, Bläser und Orgel (für die Dommusik Rottenburg zur Verabschiedung von Bischof Gebhard Fürst)
- Wirf das Netz aus, Menschenfischer (2025), Liedkantate für gemischten Chor und Orgel (Text: Florian Simson)
- Ich glaube an… (2025), Motette für 8stg. Chor a cappella (Text: Inschrift, entdeckt 1945 in einem unterirdischen Schutzraum in Köln) (für Eberhard Metternich und den Kölner Domchor)

### Liedmotetten (Auszug)
- Von guten Mächten (2008), Liedmotette für gemischten Chor, Gemeinde und Orgel
- Eine große Stadt ersteht (2008), Liedmotette für gemischten Chor, Gemeinde und Bläser (oder Orgel)
- O Heiland, reiß die Himmel auf (2009), Liedmotette für gemischten Chor, Gemeinde und Orgel
- Gott liebt diese Welt (2014), Liedmotette für gemischten (oder gleichstimmigen) Chor, Orgel und Bläserensemble
- Wenn das Brot, das wir teilen (2016), Liedmotette für gemischten Chor, Gemeinde und Orgel (für den Schlussgottesdienst des 100. Deutschen Katholikentags in Leipzig)
- Nimm, o Gott, die Gaben, die wir bringen (2016), Liedmotette für gemischten Chor, Gemeinde und Orgel
- Strahlen brechen viele aus einem Licht (2016), Liedmotette für gemischten (oder gleichstimmigen) Chor, Orgel und Bläserensemble (für den Pueri-Cantores-Verband)
- Neandertanz (Lobe den Herren, den mächtigen König der Ehren, 2017/2024), für gemischten Chor und Kammerorchester (auch Orgelfassung)
- Herr, du bist mein Leben (2018), Liedmotette für gemischten (oder gleichstimmigen) Chor, Orgel und Bläserensemble (für den Pueri-Cantores-Verband)
- Es führt drei König Gottes Hand (2020), Liedmotette für gemischten Chor oder gleichstimmigen Chor und Orgel (für die Kölner Domchöre)
- Alle Menschen, höret (2022), Liedmotette für gemischten Chor und Orgel (für das Pueri-Cantores-Festival 2023)

### Kompositionen für Kinder-/Jugendchor (gleichstimmig)
- Verleih uns Frieden (2012) für 2 gleiche Stimmen und Orgel
- Drei Psalm-Kanons (2011/2013) für 2–3 gleiche Stimmen und Klavier (Orgel)
- Wir an Babels fremden Ufern (2017) für 3 gleiche Stimmen und Klavier (Orgel)
- Wie schön ist es, dem Herrn zu danken (2021), Antwortpsalm für 3 gleiche Stimmen und Klavier
- Cantatissimo (2022) für 3 gleiche Stimmen, Violoncello und Fagott

### Kindermusicals
- Zwischen Linsengericht und Himmelsleiter (2013), Kindermusical für Kinderchor, trp, as, pos, p, b, dr (Text: Ronald Klein; Musik: Max und Klaus Wallrath)
- Bartimäus geht ein Licht auf (2014), Kurzmusical für Kinderchor, fl (vl, clar), ob (vl, sax), p (Text: Ronald Klein)
- Kein Platz im Wunderteich? – Bethesda wird zum Ort der Gnade (2015), Kurzmusical für Kinderchor, fl (vl, clar), ob (vl, sax), p (Text: Ronald Klein) (im Auftrag der Kirchengemeinde St. Severin, Köln)
- Elias - Jahwe ist mein Gott (2016), Kindermusical für Kinderchor, trp, as, pos, p, b, dr (Text: Ronald Klein; Musik: Max und Klaus Wallrath)
- Ein Kind für die Welt (2019), Ein Krippenspiel für Kinderchor, fl, vl, p (Text: Florian Simson)
- Josef und seine Brüder (2020), Kindermusical für Kinderchor, trp, as, pos, p, b, dr (Text: Florian Simson; Musik: Max und Klaus Wallrath)
- Dreimal Gold für Nikolaus (2021), Ein kurzes Musical für Kinderchor, fl, vl, p (Text: Florian Simson)
- Sankt Severin, oder: Was von uns bleibt (2022), Kindermusical für Kinderchor, fl, vl, vc, p (Text: Florian Simson)
- Miriam (2023), Ein Kindermusical für Kinderchor, vl, clar, p (Text: Florian Simson)
- Geschichte lebt (2023), Musical zur 1000-Jahr-Feier der Abtei Brauweiler für Kinderchor, trp, as, pos, p, b, dr (Text: Florian Simson)

### Mitarbeit (Komposition, Arrangement und Instrumentierung) bei den Kindermusicals des Teams Düsseldorfer Kantorenkonvent
- Unterwegs in ein neues Land (1997/2003)
- Ich will das Morgenrot wecken (1998)
- Zahlreich wie die Sterne am Himmel (1999)
- Traun wir uns den Wolken nach (2000)
- Sag niemals nie zu Ninive (2002)
- König Salomo und die Lilien auf dem Felde (2006)
- Man muss die Menschen froh machen – Bilder aus dem Leben der Heiligen Elisabeth (2020)